# Nikita Pawłunowski
Nikita Pietrowicz Pawłunowski (ros. Никита Петрович Павлуновский, ur. 1892 w Niżnym Reucie w guberni kurskiej, zm. 20 października 1918 k. stanicy Tałowo w guberni woroneskiej) – rosyjski rewolucjonista, funkcjonariusz Czeki.
Miał brata Iwana. Był działaczem SDPRR(b), w kwietniu 1916 został aresztowany i w październiku 1916 skazany na zesłanie pod nadzór policji do Woroneża, 19 marca 1917 amnestionowany po rewolucji lutowej. W październiku 1917 został komisarzem woroneskiego oddziału Banku Państwowego, od 17 czerwca do 4 września 1918 przewodniczącym woroneskiej gubernialnej Czeki, następnie dowódcą oddziału "czerwonych" w wojnie domowej. Zginął w walkach w guberni woroneskiej.